# Municipio de Franklin (condado de Fayette)
El municipio de Franklin (en inglés: Franklin Township) es un municipio ubicado en el condado de Fayette en el estado estadounidense de Pensilvania. En el año 2000 tenía una población de 2.628 habitantes y una densidad poblacional de 34 personas por km².

## Geografía
El municipio de Franklin se encuentra ubicado en las coordenadas 39°59′00″N 79°42′59″O / 39.98333, -79.71639. El municipio de Franklin está en el noroeste del condado de Fayette. Limita al suroeste con un afluente del río Monongahela.

## Demografía
Según la Oficina del Censo en 2000 los ingresos medios por hogar en la localidad eran de $32,348 y los ingresos medios por familia eran de $38,424. Los hombres tenían unos ingresos medios de $32,135 frente a los $20,707 para las mujeres. La renta per cápita de la localidad era de $15,167. Alrededor del 13,8% de la población estaba por debajo del umbral de pobreza.